# Шајан
Шајан (фр. Chailland) насеље је и општина у западној Француској у региону Лоара, у департману Мајен која припада префектури Лавал.
По подацима из 2011. године у општини је живело 1204 становника, а густина насељености је износила 33,58 становника/km². Општина се простире на површини од 35,86 km². Налази се на средњој надморској висини од 88 метара (максималној 181 m, а минималној 79 m).

## Демографија
| 1962. | 1968. | 1975. | 1982. | 1990. | 1999. | 2011. |
| ----- | ----- | ----- | ----- | ----- | ----- | ----- |
| 954   | 1.117 | 1.073 | 1.069 | 1.067 | 1.136 | 1.204 |

График промене броја становника у току последњих година